# 神岡中継局
神岡中継局（かみおかちゅうけいきょく）は、岐阜県飛騨市にある中継局。

## 中継局概要

### デジタルテレビ
| リモコン キーID | 放送局名                              | 物理 チャンネル | 空中線電力 | ERP  | 放送対象 地域 | 放送区域 内世帯数 | 偏波面   |
| --------------- | ------------------------------------- | --------------- | ---------- | ---- | ------------- | ----------------- | -------- |
| 1               | THK 東海テレビ放送                    | 15ch            | 1W         | 2.1W | 中京広域圏    | 約3,600世帯       | 水平偏波 |
| 2               | NHK 名古屋教育                        | 31ch            | 1W         | 2.1W | 全国          | 約3,600世帯       | 水平偏波 |
| 3               | NHK 岐阜総合                          | 29ch            | 1W         | 2.1W | 岐阜県        | 約3,600世帯       | 水平偏波 |
| 4               | CTV 中京テレビ放送                    | 17ch            | 1W         | 2.1W | 中京広域圏    | 約3,600世帯       | 水平偏波 |
| 5               | CBCテレビ                             | 16ch            | 1W         | 2.1W | 中京広域圏    | 約3,600世帯       | 水平偏波 |
| 6               | NBN 名古屋テレビ放送 愛称「メ～テレ」 | 14ch            | 1W         | 2.1W | 中京広域圏    | 約3,600世帯       | 水平偏波 |
| 8               | GBS 岐阜放送 愛称「ぎふチャン」       | 30ch            | 1W         | 2.1W | 岐阜県        | 約3,600世帯       | 水平偏波 |

### FMラジオ
| 周波数  | 放送局名   | 空中線電力 | ERP | 放送対象 地域 | 放送区域 内世帯数 | 偏波面   |
| ------- | ---------- | ---------- | --- | ------------- | ----------------- | -------- |
| 85.3MHz | NHK 岐阜FM | 10W        | 10W | 岐阜県        | 約-世帯           | 水平偏波 |

### AMラジオ
| 周波数  | 放送局名                              | コールサイン | 空中線電力 | 放送対象 地域 | 放送区域 内世帯数 |
| ------- | ------------------------------------- | ------------ | ---------- | ------------- | ----------------- |
| 720kHz  | GBS 岐阜放送ラジオ 愛称「ぎふチャン」 | なし         | 100W       | 岐阜県        | 約8,331世帯       |
| 1062kHz | CBCラジオ                             | なし         | 100W       | 中京広域圏    | 約-世帯           |
| 1341kHz | NHK 名古屋第1                         | なし         | 100W       | 中京広域圏    | 約7,770世帯       |
| 1458kHz | SF 東海ラジオ放送                     | なし         | 100W       | 中京広域圏    | 約-世帯           |
| 1539kHz | NHK 名古屋第2                         | なし         | 100W       | 全国          | 約7,770世帯       |

## 廃止された局の概要

### アナログテレビ
| チャンネル | 放送局名                              | 空中線電力        | ERP               | 放送対象 地域 | 放送区域 内世帯数 | 偏波面   | 放送終了日     |
| ---------- | ------------------------------------- | ----------------- | ----------------- | ------------- | ----------------- | -------- | -------------- |
| 41ch       | GBS岐阜放送 愛称「ぎふチャン」        | 映像10W/ 音声2.5W | 映像28W/ 音声7.1W | 岐阜県        | 約4,163世帯       | 水平偏波 | 2011年 7月24日 |
| 43ch       | CTV 中京テレビ放送                    | 映像10W/ 音声2.5W | 映像29W/ 音声7.2W | 中京広域圏    | 約4,163世帯       | 水平偏波 | 2011年 7月24日 |
| 45ch       | NBN 名古屋テレビ放送 愛称「メ～テレ」 | 映像10W/ 音声2.5W | 映像28W/ 音声7.1W | 中京広域圏    | 約4,163世帯       | 水平偏波 | 2011年 7月24日 |
| 49ch       | NHK 名古屋教育                        | 映像10W/ 音声2.5W | 映像26W/ 音声6.6W | 全国          | 約4,163世帯       | 水平偏波 | 2011年 7月24日 |
| 53ch       | NHK 岐阜総合                          | 映像10W/ 音声2.5W | 映像26W/ 音声6.6W | 岐阜県        | 約4,163世帯       | 水平偏波 | 2011年 7月24日 |
| 56ch       | CBC 中部日本放送                      | 映像10W/ 音声2.5W | 映像26W/ 音声6.6W | 中京広域圏    | 約4,163世帯       | 水平偏波 | 2011年 7月24日 |
| 59ch       | THK 東海テレビ放送                    | 映像10W/ 音声2.5W | 映像22W/ 音声5.5W | 中京広域圏    | 約4,163世帯       | 水平偏波 | 2011年 7月24日 |

## 所在地

### テレビ・FMラジオ
- 飛騨市神岡町寺林字小屋場1975-3 「観音山」[3]

### AMラジオ
- NHK・岐阜放送：飛騨市神岡町船津222 「飛騨市立神岡小学校」南西
- CBCラジオ：飛騨市神岡町東町字屋那谷
- 東海ラジオ：飛騨市神岡町朝浦字神洞73-27

## 放送エリア

### デジタルテレビ
- 飛騨市の一部（旧・吉城郡神岡町域）及び高山市の一部（旧・吉城郡上宝村域）、約3,600世帯[4]。

### アナログテレビ、FM・AMラジオ
- 飛騨市の一部（旧・吉城郡神岡町域）及び高山市の一部地域（旧・吉城郡上宝村域）。

## 歴史
- 下記に記載のない局の開局時期は不明。

### デジタルテレビ
- 2008年10月7日 予備免許交付[5]。
- 2008年10月22日 試験放送開始。
- 2008年11月14日 免許交付。
- 2008年11月17日 放送開始。

### アナログテレビ
- 1964年
  - 7月27日  NHK高山総合テレビ・CBC中部日本放送・THK東海テレビ放送、NBN名古屋放送の中継局建設に着手[6]。
  - 10月5日 NHK高山総合テレビ・CBC中部日本放送・THK東海テレビ放送、神岡テレビ放送所が開局[7]。
- 1971年7月23日 GBS岐阜放送、神岡テレビジョン放送局が開局[7]。
- 1974年12月9日 CTV中京テレビ、神岡テレビジョン放送局が開局[7]。
- 2011年7月24日 全局廃局となった。

### AMラジオ
- 1960年3月5日 NHK神岡ラジオ中継放送所（ラジオ第1）が開局[8]。
- 1961年12月5日 NHKラジオ第2、神岡ラジオ中継所が開局[8]。
- 1964年10月5日 CBCラジオ神岡放送局開局[9]。
- 1978年11月23日 AMラジオ放送の周波数が、10kHz間隔から9kHz間隔に変更された。当中継局の各放送局の周波数も、現在の周波数に変更された。
- 1980年9月11日　SF東海ラジオ放送、神岡放送局（コールサイン：JOSS・出力：100W）が開局[10]（なお、同局の開局については神岡町が1972年に東海ラジオへ陳情していた[11]）。
- 2002年4月1日 GBS岐阜放送、神岡ラジオ放送局（周波数：720kHz・出力100W）が開局、高山中継局と精密同一周波数・完全同期放送を開始。

### FMラジオ
- 1967年12月22日 NHK-FM、神岡ラジオ放送局開局[12]。

## その他
- 判明している正式な中継局名は、以下の通り。
  - NHK-TV：神岡テレビジョン中継放送所
  - CBC-TV：神岡テレビ放送所
  - THK・CTV・SF：神岡放送局
  - NBN：神岡テレビ放送局
  - GBS-TV：神岡テレビジョン放送局
  - NHK・FM：神岡FM中継放送所
  - NHK第1・第2：神岡ラジオ中継放送所
- 当地のFM中継局はNHK岐阜放送局のみ。エフエム岐阜は飛騨流葉中継局に置かれている。
- GBS岐阜放送・神岡中継局は、高山中継局と精密同一周波数・完全同期放送を行っている。